# Hipismo nos Jogos Pan-Americanos de 2007
O hipismo nos Jogos Pan-Americanos de 2007 foi realizada no Centro Nacional de Hipismo do Complexo Esportivo Deodoro entre 14 e 21 de julho. Foram disputadas seis provas: adestramento individual e por equipe, concurso completo de equitação (CCE) individual e por equipe e salto individual e por equipe. Todas as provas foram abertas para homens e mulheres com os conjuntos mais bem colocados assegurando vagas para os Jogos Olímpicos de 2008 em Pequim.

## Países participantes

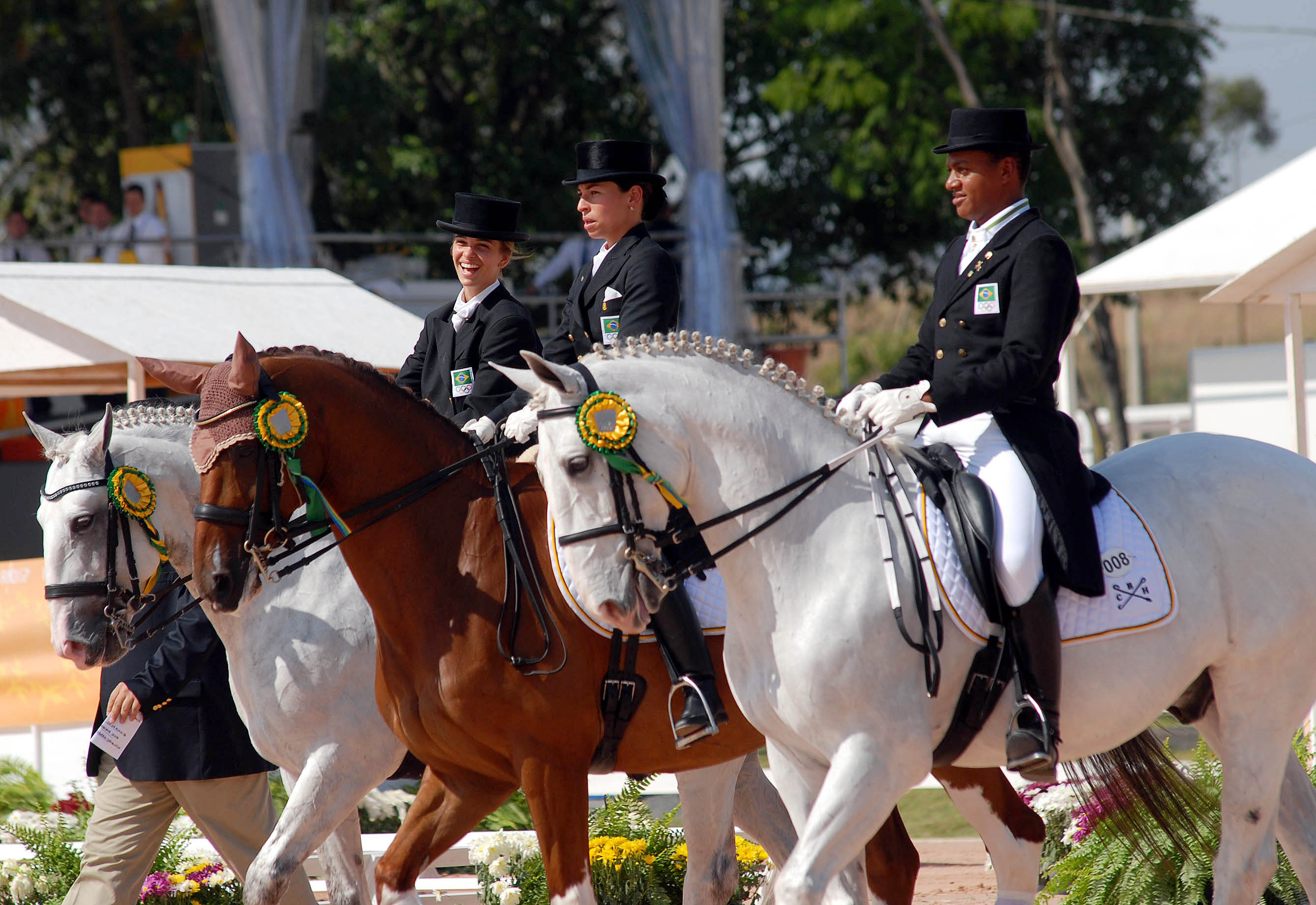
Atletas brasileiros durante uma prova de adestramento

Um total de 19 delegações apresentaram atletas participantes nas competições de hipismo. Abaixo a quantidade de cavaleiros e amazonas representados por cada país:
| - ARG Argentina (15) - BAR Barbados (1) - BER Bermudas (3) - BOL Bolívia (1) - BRA Brasil (15) - CAN Canadá (14) - CHI Chile (10) - COL Colômbia (7) - ESA El Salvador (1) - USA Estados Unidos (16) | - ECU Equador (5) - GUA Guatemala (9) - JAM Jamaica (1) - MEX México (8) - PER Peru (1) - PUR Porto Rico (3) - DOM República Dominicana (2) - URU Uruguai (3) - VEN Venezuela (4) |

## Medalhistas
| Evento                            | Ouro                                                                        | Prata                                                             | Bronze                                                                 |
| --------------------------------- | --------------------------------------------------------------------------- | ----------------------------------------------------------------- | ---------------------------------------------------------------------- |
| Adestramento individual detalhes  | Christopher Hickey USA Estados Unidos                                       | Lauren Sammis USA Estados Unidos                                  | Yvonne Losos de Muñiz DOM República Dominicana                         |
| Adestramento por equipes detalhes | Lauren Sammis Christopher Hickey Katherine Poulin-Neff USA Estados Unidos   | Andrea Bresee Diane Creech Tom Dvorak CAN Canadá                  | Rogério Clementino Renata Costa Luiza Almeida BRA Brasil               |
| CCE individual detalhes           | Karen O'Connor USA Estados Unidos                                           | Philip Dutton USA Estados Unidos                                  | Gina Miles USA Estados Unidos                                          |
| CCE por equipes detalhes          | Stephen Bradley Karen O´Connor Gina Miles Philipp Dutton USA Estados Unidos | Kyle Carter Sandra Donnelly Mike Winter Waylon Roberts CAN Canadá | André Paro Renan Guerreiro Fabrício Salgado Carlos Paro BRA Brasil     |
| Saltos individual detalhes        | Jill Henselwood CAN Canadá                                                  | Rodrigo Pessoa BRA Brasil                                         | Eric Lamaze CAN Canadá                                                 |
| Saltos por equipes detalhes       | Bernardo Alves César Almeida Pedro Veniss Rodrigo Pessoa BRA Brasil         | Eric Lamaze Jill Henselwood Ian Millar Mac Cone CAN Canadá        | Lauren Hough Cara Raether Laura Chapot Todd Minikus USA Estados Unidos |

## Quadro de medalhas

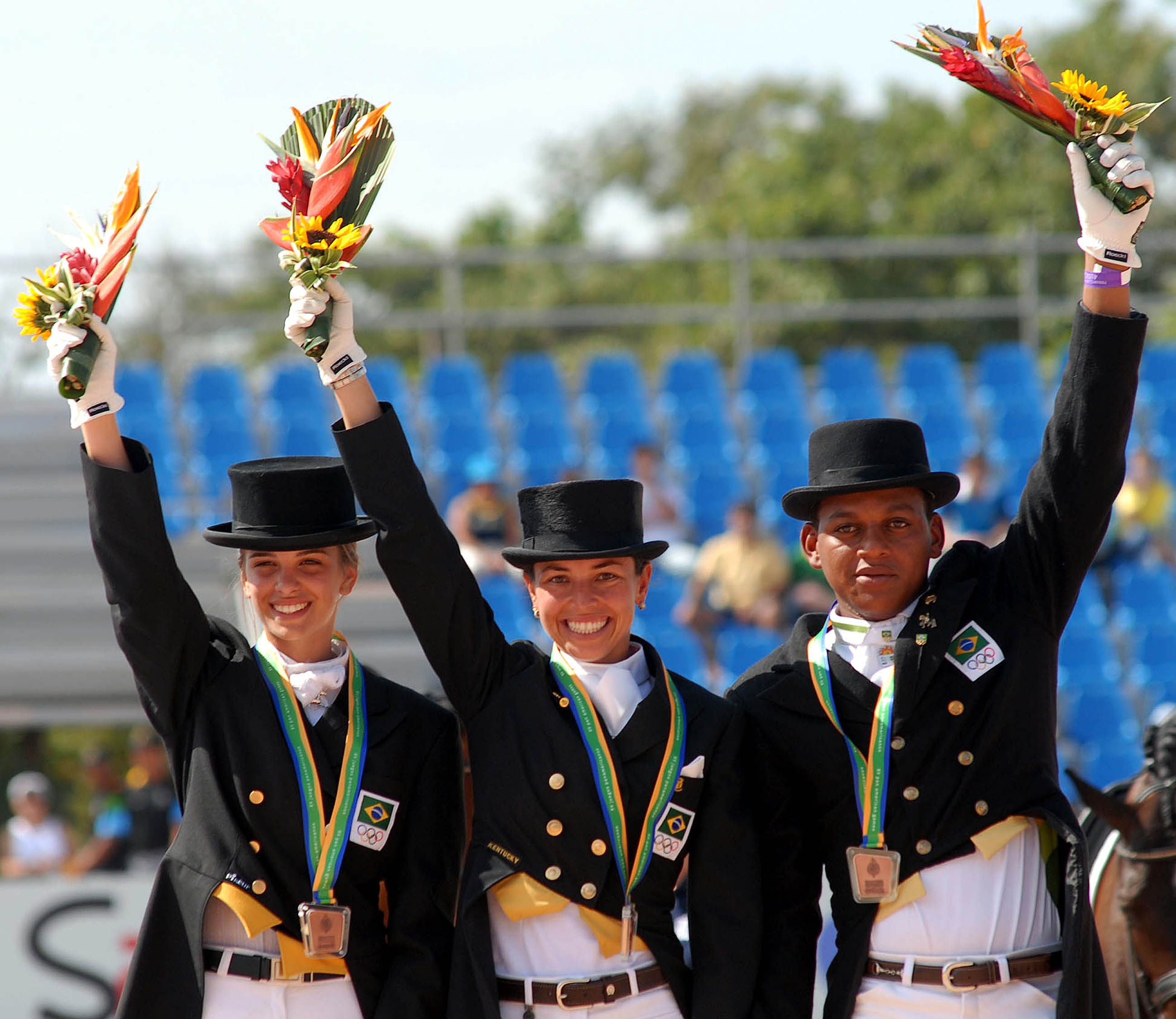
Atletas brasileiros recebem medalhas de bronze

| Ordem | País                     | Medalha de ouro | Medalha de prata | Medalha de bronze |    |
| ----- | ------------------------ | --------------- | ---------------- | ----------------- | -- |
| 1     | USA Estados Unidos       | 4               | 2                | 2                 | 8  |
| 2     | CAN Canadá               | 1               | 3                | 1                 | 5  |
| 3     | BRA Brasil               | 1               | 1                | 2                 | 4  |
| 4     | DOM República Dominicana |                 |                  | 1                 | 1  |
| TOTAL | TOTAL                    | 6               | 6                | 6                 | 18 |